# Sian Ka'an
Sian Ka'an' is een biosfeerreservaat in Quintana Roo, in het uiterste oosten van Mexico. Het is een nationaal park sinds 1986 en werelderfgoed sinds 1987. De naam Sian Ka'an komt uit het Maya en betekent 'geschenk uit de hemel'.
Sian Ka'an ligt deels in de Caribische Zee waardoor een aantal atollen deel uitmaken van het reservaat. Bovendien zijn in het reservaat 23 Mayaruïnes aangetroffen, waaronder de vindplaats Muyil (ook wel genaamd Chunyaxché). Het reservaat heeft een oppervlakte van 5280 km² waarvan 1200 km² open water en stukken mangrovebos.
In het natuurgebied liggen enkele kleine dorpen, waaronder Punta Allen en Punta Herrero. Op de stranden kan je bootexcursies boeken, die de kans bieden op ervaringen met zeeschildpadden, dolfijnen en de onderwaterwereld. De brug bij Boco Paila is een populaire visplek. 
Het natuurgebied vraagt toegangsgeld aan de bezoekers.

Overzicht Sian Ka'an
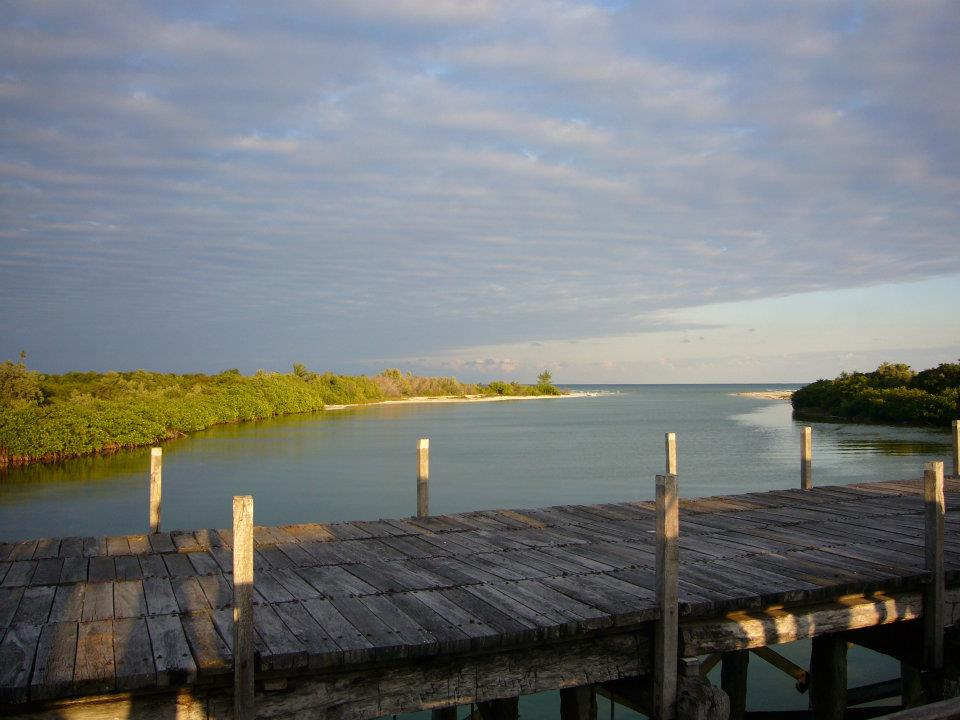
Toegangsbrug
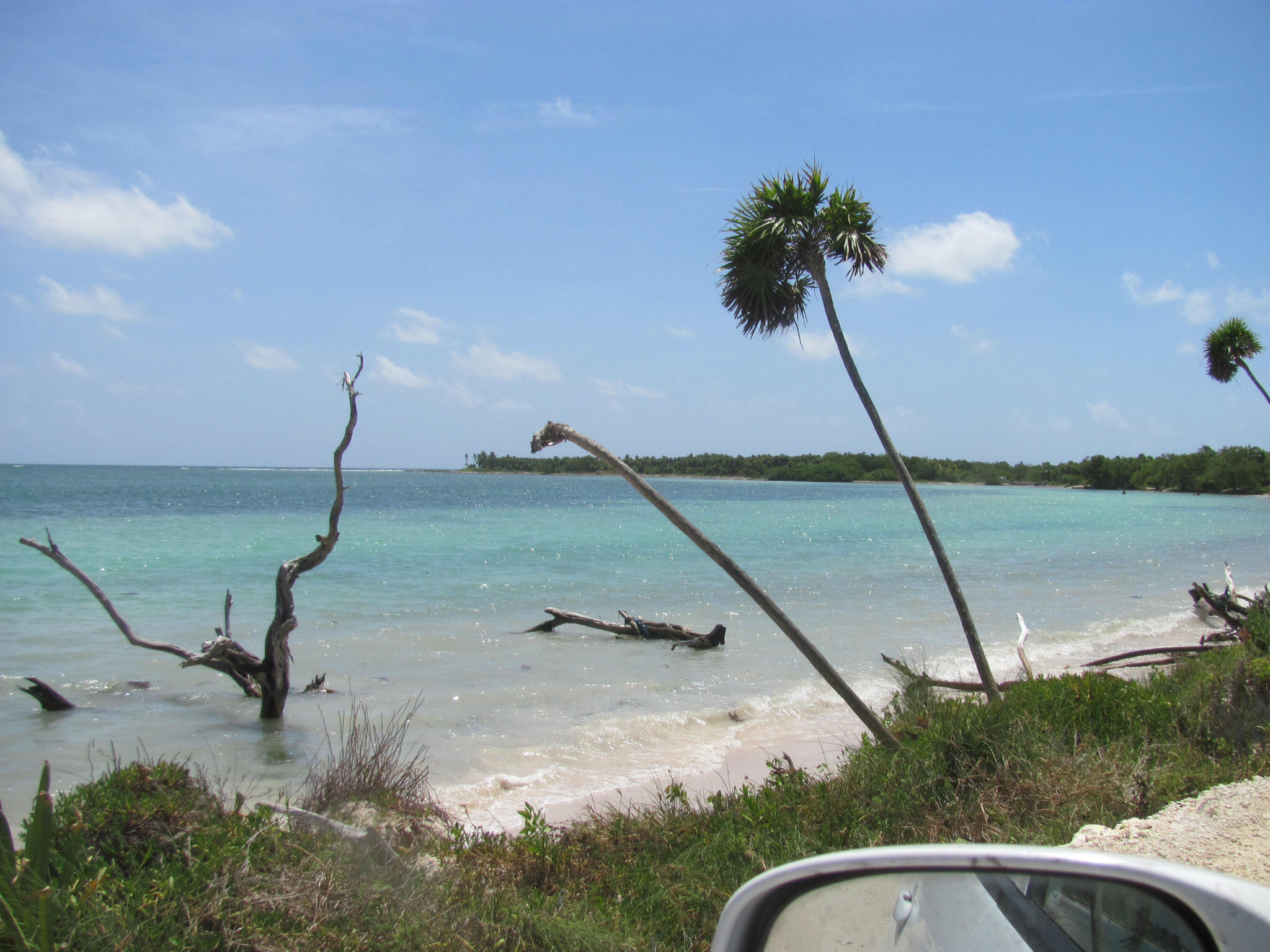
Sian Ka'an (Mexico)
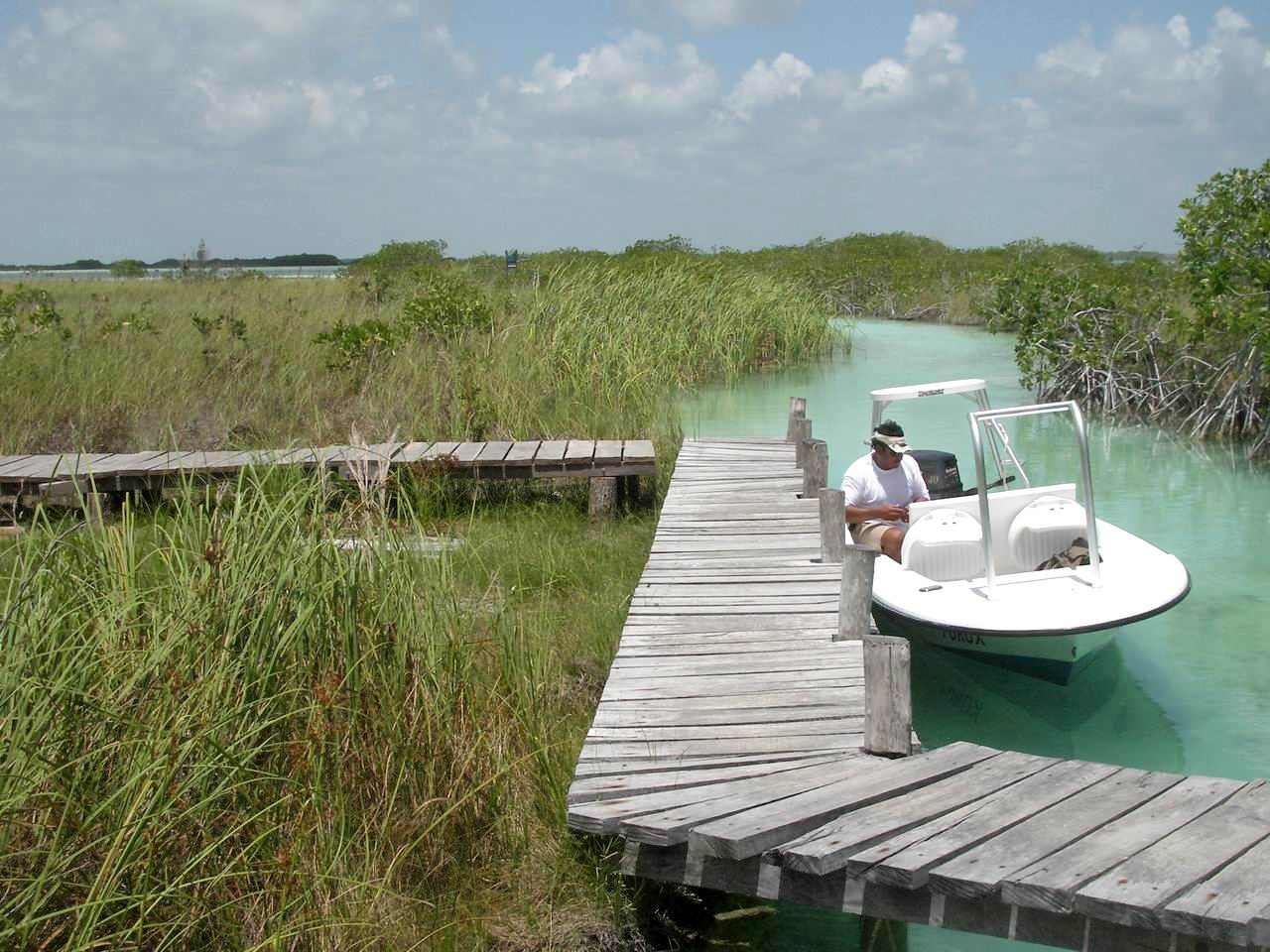
Boottrip
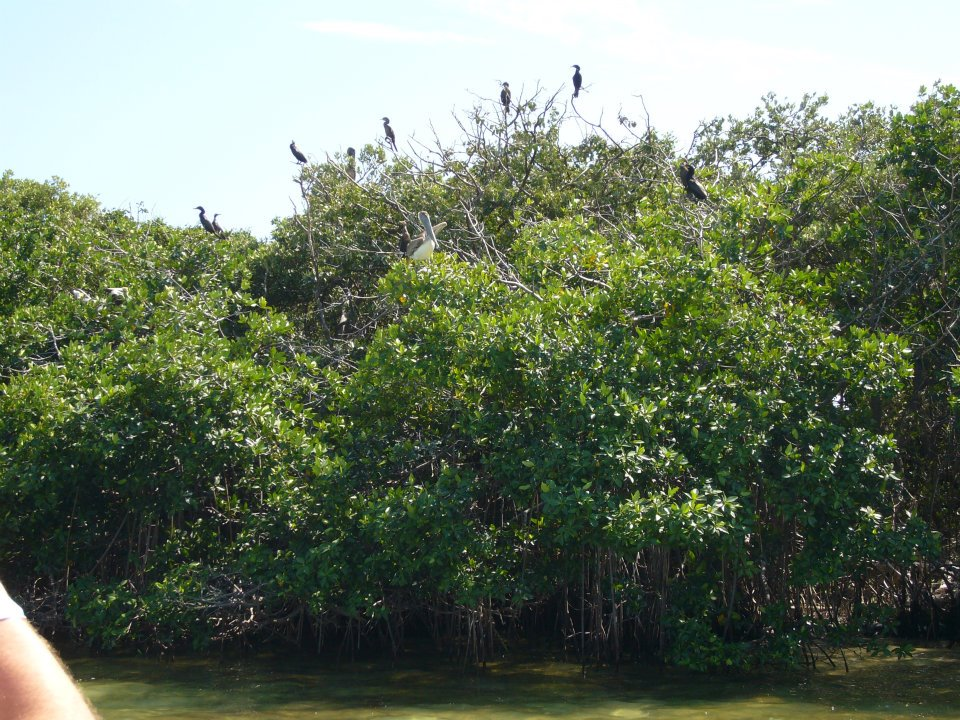
Pelikaan en vogelpopulatie in de mangroves
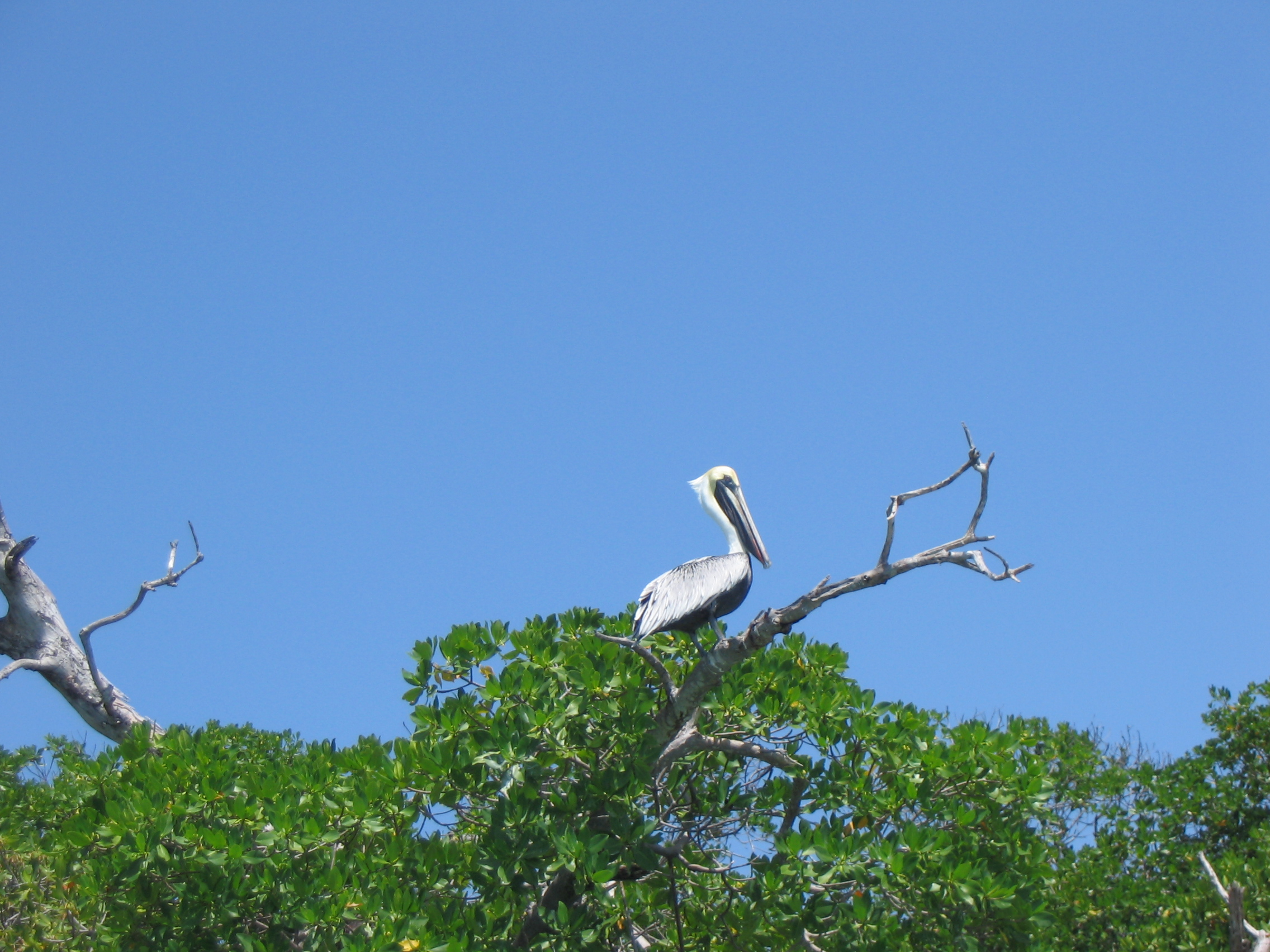
Pelikaan in de boom